# Trung tâm Hội nghị Fukuoka
Trung tâm Hội nghị Fukuoka (福岡国際会議場 Fukuoka kokusai kaigijou) là một khu phức hợp gồm ba công trình riêng biệt ở Hakata-ku, Fukuoka, Nhật Bản. Khu phức hợp được điều hành bởi Fukuoka Convention Center Foundation.

## Trung tâm Kokusai Fukuoka

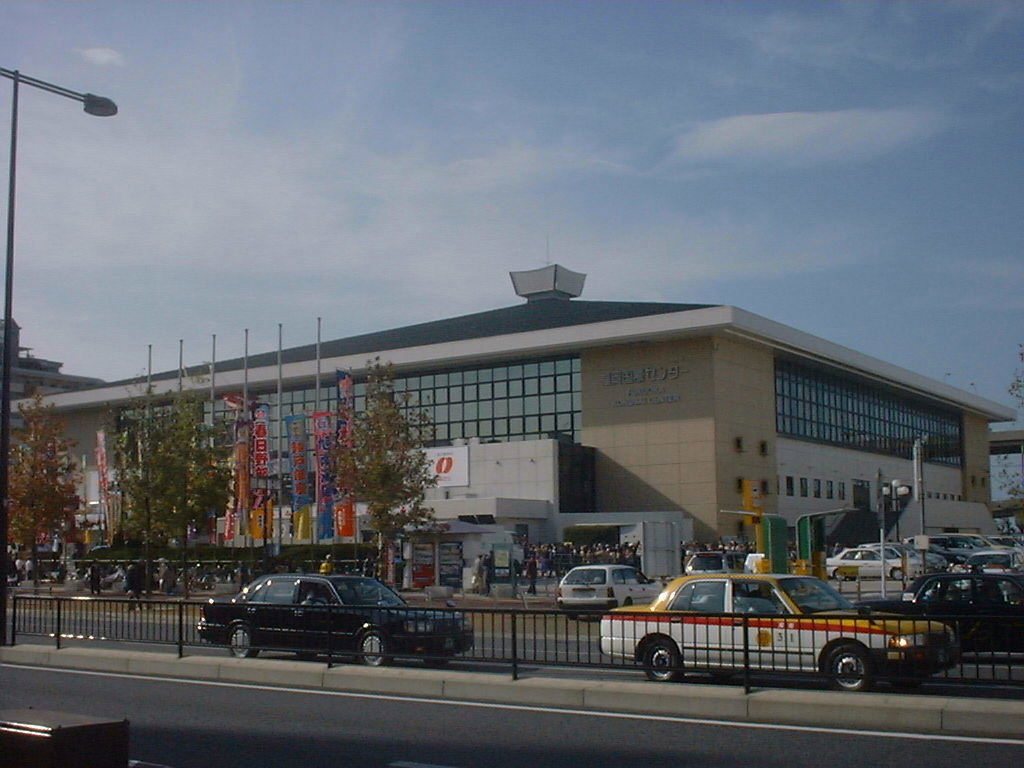
Trung tâm Kokusai Fukuoka trong một giải đấu sumo vào tháng 11 năm 2005

Trung tâm Kokusai Fukuoka được khánh thành vào năm 1981. Một giải đấu sumo được tổ chức tại đây vào tháng 11 hằng năm. Nhiều giải đấu sumo lớn được tổ chức tại đây và thu hút nhiều du khách đến dự khán.

## Marine Messe Fukuoka

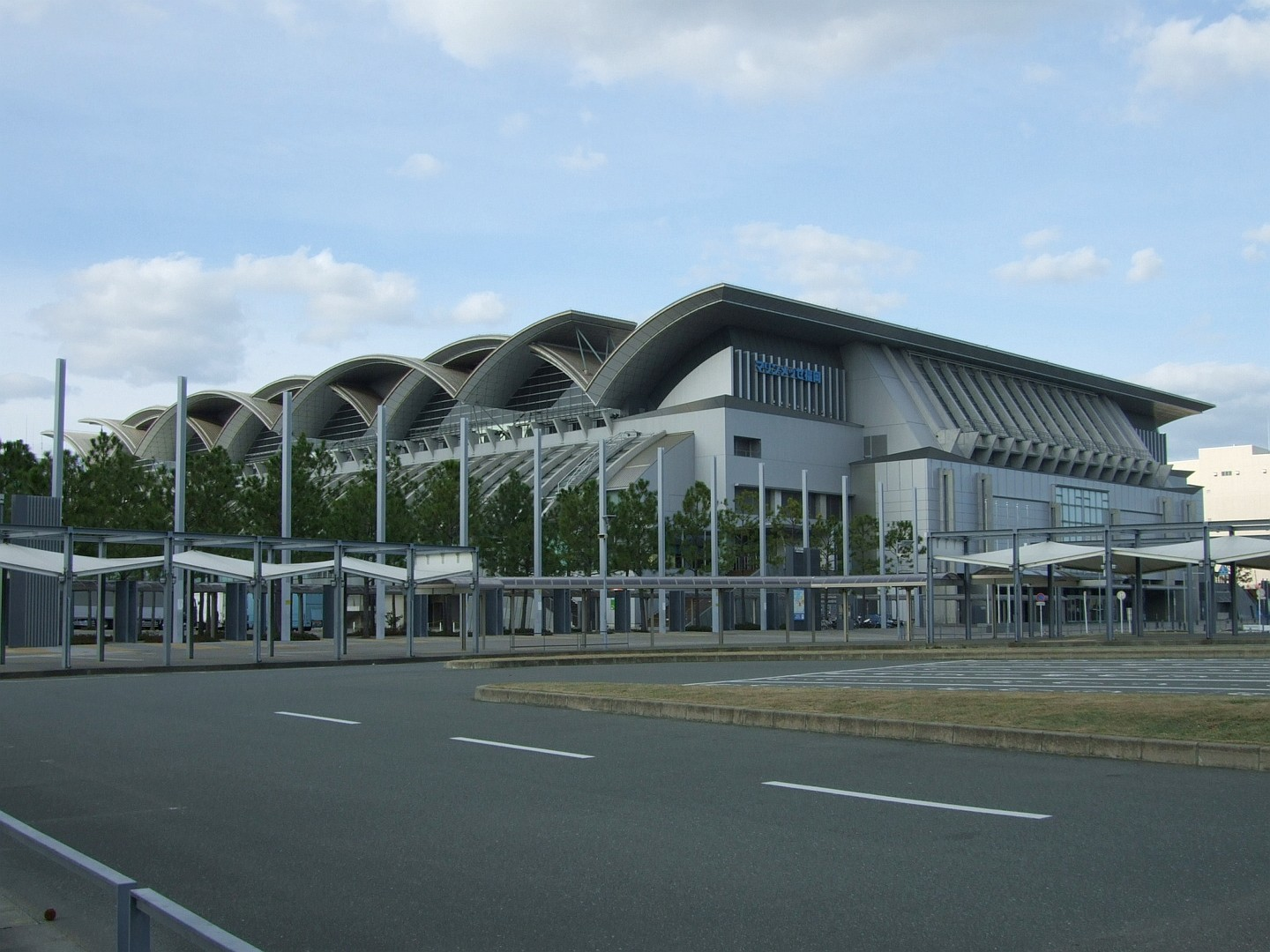
Marine Messe Fukuoka

Marine Messe Fukuoka là một nhà thi đấu được khánh thành vào năm 1995. Nhà thi đấu có sức chứa lên đến 15.000 người cho các sự kiện thể thao và 13.000 người cho các buổi hòa nhạc. Nhà thi đấu đã tổ chức Giải vô địch bóng rổ châu Á 1999 và một số trận đấu vòng bảng của Giải bóng chuyền nam vô địch thế giới FIVB 2006.
Các nghệ sĩ Nhật Bản Misia, Kumi Koda và Hamasaki Ayumi thường biểu diễn tại đây trong các chuyến lưu diễn.

## Trung tâm hội nghị quốc tế Fukuoka
Trung tâm hội nghị quốc tế Fukuoka được khánh thành vào năm 2003.

## Sự kiện
- 1999 – Giải vô địch bóng rổ châu Á 1999
- 2001 – Giải vô địch thế giới các môn thể thao dưới nước 2001
- 2003 – Charmbracelet World Tour (Mariah Carey)
- 2006 – Hội nghị thế giới Hiệp hội Khoa học Chính trị Quốc tế
- 2011 – The First Japan Arena Tour (Girls' Generation)
- 2013 – Girls & Peace: 2nd Japan Tour (Girls' Generation)
- 2014 – Girls' Generation Japan 3rd Tour (Girls' Generation)
- 2015 – Exo Planet 2 – The Exo'luxion (EXO)
- 2016 – Exo Planet 3 – The Exo'rdium (EXO)
- 2016 – iKON Japan Tour 2016–2017[5] (iKON)
- 2017 – Exo Planet 4 – The EℓyXiOn (EXO)
- 2017 – iKON Japan Dome Tour[6] (iKON)
- 2017 – BTS Live Trilogy Episode III: The Wings Tour (BTS)
- 2018 – Blackpink Arena Tour 2018 (Blackpink)
- 2018 – 3rd LoveLive! Tour ～WONDERFUL STORIES～ (Aqours)
- 2019 – 2nd Concert "Redmare" (Red Velvet)
- 2019 – Seventeen 2019 Japan Tour 'HARU' (Seventeen)
- 2019 – IZ*ONE 1st Concert "Eyes On Me" (Iz*One)
- 2020 – NCT 127 1st Tour 'NEO CITY – The Origin'[7] (NCT 127)
- 2020 – Twicelights World Tour (Twice)
- 2022 – The Dream Show 2: In A Dream (NCT Dream)
- 2022 – Treasure Japan Arena Tour 2022–2023 "Hello" (Treasure)